# Luke Houser
Luke Houser, född den 2 maj 2001 i Bellevue, Washington, är en amerikansk medeldistanslöpare.

## Karriär
Luke Houser tog brons på 1 500 meter vid inomhusvärldsmästerskapen i friidrott 2025.